# Apocryptodon
Apocryptodon je maleni rod riba iz porodice Gobiidae. Pripadaju mu dvije vrste i obje se odlikuju fakultativnim udisanjem zraka (vrste koje samo u uvjetima niske koncentracije kisika u vodi udišu zrak). Obje vrste vole boraviti u jazbinama koje je napravio rak Alpheus na ušćima rijeka.

## Vrste
1. Apocryptodon madurensis (Bleeker, 1849)
2. Apocryptodon punctatus Tomiyama, 1934, japanski endem